# Eureka megye
Eureka megye az Amerikai Egyesült Államokban, azon belül Nevada államban található. Megyeszékhelye és legnagyobb városa Eureka. Lakosainak száma 1855 fő (2020. április 1.). Eureka megye Elko, Nye, White Pine és Lander megyékkel határos.

## Népesség
A megye népességének változása:
| Lakosok száma | 1995 | 1992 | 2003 | 2076 | 2016 | 1855 |
|               | 2010 | 2011 | 2012 | 2013 | 2015 | 2020 |